# The Return of Doctor X
The Return of Doctor X (també s'anomena The Return of Dr. X) és una pel·lícula de ciència-ficció-terror estatunidenca del 1939 dirigida per Vincent Sherman i protagonitzada per Wayne Morris, Rosemary Lane i Humphrey Bogart com a personatge del títol. Es va basar en la història "The Doctor's Secret" de William J. Makin. Tot i suposadament ser una seqüela de Doctor X (1932) de Michael Curtiz, també produïda per Warner Bros., les pel·lícules no estan relacionades.
Aquesta va ser l'única pel·lícula de ciència-ficció o de terror de Bogart.

## Resum de la trama
Es produeixen un parell d'assassinats estranys en què les víctimes són drenades del seu rar tipus tipus sanguini. El periodista Walter Garrett consulta amb el seu amic el Dr. Mike Rhodes, que els porta a l'antic mentor de Rhodes, l'hematòleg Dr. Francis Flegg. Flegg inicialment no és útil, però Garrett i Rhodes noten una semblança sorprenent entre l'estrany assistent de Flegg, Marshall Quesne i el difunt Dr. Maurice Xavier i retalls de premsa antics. Després d'obrir la tomba d'en Xavier i trobar-la buida, s'enfronten a Flegg. Flegg admet que ha fet servir els seus nous mètodes científics per recuperar la en Xavier d'entre els morts i ha emprat sang sintètica per mantenir la seva vida. No obstant això, la sang no pot substituir-se a si mateixa i, per tant, Quesne/Xavier ha de buscar víctimes humanes amb el rar tipus de sang de Tipus Un contingut a la fórmula per mantenir-se amb vida.
Comença una caça per a Quesne, que ha descobert que Joan Vance, una infermera i estimada de Rhodes, és portadora del rar grup sanguini. Ell s'escapa amb ella en un taxi, dient que la portarà a Rodes. Barnett i Rhodes, acompanyats per la policia, els rastregen fins a la seva ubicació. Quesne és assassinat a trets i Joan se salva del destí dels altres.

## Repartiment
- Wayne Morris com a Walter Garrett (Barnett als crèdits a la pantalla)
- Rosemary Lane com a Joan Vance
- Humphrey Bogart com el Dr. Maurice Xavier, a.k.a. Marshall Quesne
- Dennis Morgan com el Dr. Mike Rhodes
- John Litel com el Dr. Francis Flegg
- Lya Lys as Angela Merrov
- Huntz Hall as Pinky
- Charles Wilson com el detectiu Ray Kincaid
- Vera Lewis com a Miss Sweetman
- Howard Hickman com a president (escenes esborrades)
- Olin Howland as Undertaker
- Arthur Aylesworth com a guia
- Cliff Saum com el sergent detectiu Moran
- Creighton Hale com a director de l'hotel
- John Ridgely com a Rodgers
- Joe Crehan com a editor
- Glen Langan as Intern
- DeWolf Hopper as Intern